# Salvia podolica
Salvia podolica là một loài thực vật có hoa trong họ Hoa môi. Loài này được Blocki miêu tả khoa học đầu tiên năm 1892.